# WWE SmackDown vs. Raw Online
WWE SmackDown! vs. Raw Online — закрытый проект компании Vertigo Games по созданию онлайн игры по мотивам шоу WWE, которую планировала выпустить компания THQ Wireless на ПК.

## История
Этот проект планировался как первая игра из серии WWE SmackDown! vs. Raw на ПК. Задумывалось это по причине растущего рынка онлайн игр для ПК.  Хотя в мае 2009 года название было изменено на WWE Online, на событии E3 2010 его переименовали обратно.
2 февраля 2011 года компания THQ провела конференцию, в ходе которой руководители компании объявили, что не вписываются в рамки бюджета и закрывают проект.

## Геймплей
В WWE SmackDown! vs. Raw Online игроки имеют возможность связаться с другими игроками и вызвать их на поединок. После назначения места поединка противники покупают рестлера/Диву в магазине и выбирают арену. Также в игре присутствует режим Одиночной и Многопользовательской игры. Игрок может играть как и в рестлера из ростера WWE, так и за своего созданного рестлера/Диву. Он может продвигать рестлеров и впоследствии достичь высшего пика их карьеры — участия на Рестлмании и введения в Зал Славы WWE. За матчи игрок получает очки, которые можно тратить на разблокировку новых функций, покупку предметов и тренировку умений. Игрок также может приобрести дополнительные элементы, одежду и способности для улучшения их характеристик рестлеров.
Все функции режима Create-a-Superstar из прошлых игр вошли в эту игру. Игроки имеют возможность создавать своих рестлеров и использовать их в игре. В игре также используются такие режимы, как: Create-a-Taunt, Create-a-Moveset, Create-an-Arena, Create-a-Entrance и Create-a-Finisher. Ещё используется 3D Paint Tool — сервис, который позволяет импортировать файлы .JPG, .GIF, .PNG и .PSD для использования их в игре.